# Usine Honeywell de transformation de l'uranium

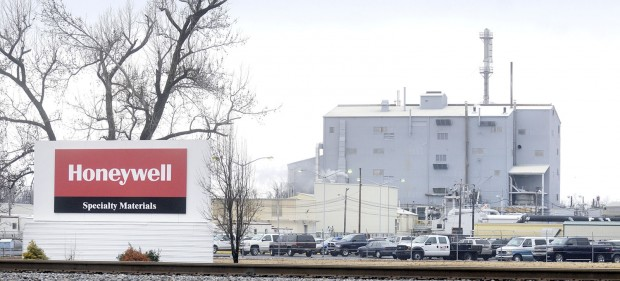
Honeywell Metropolis Works

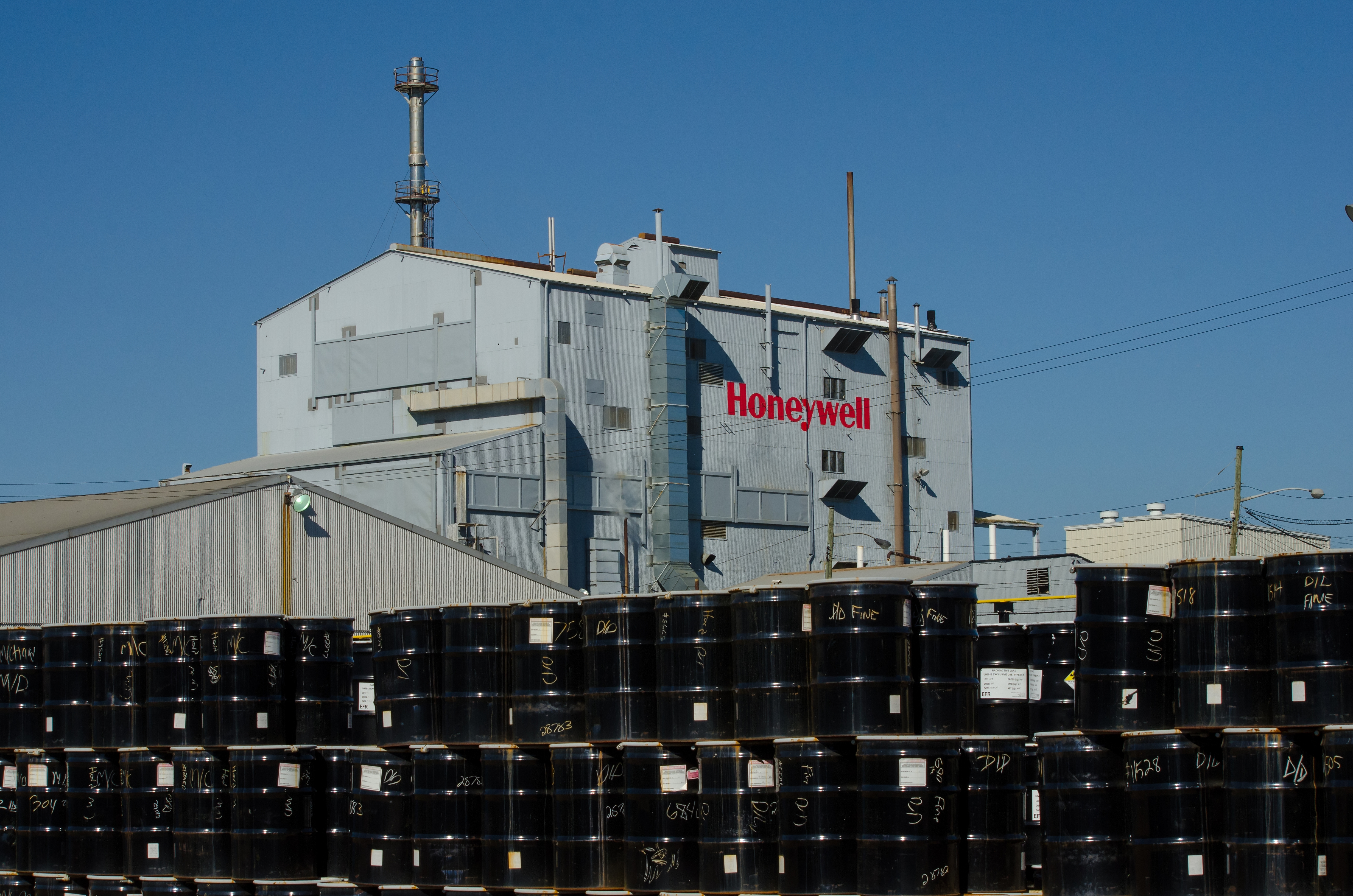

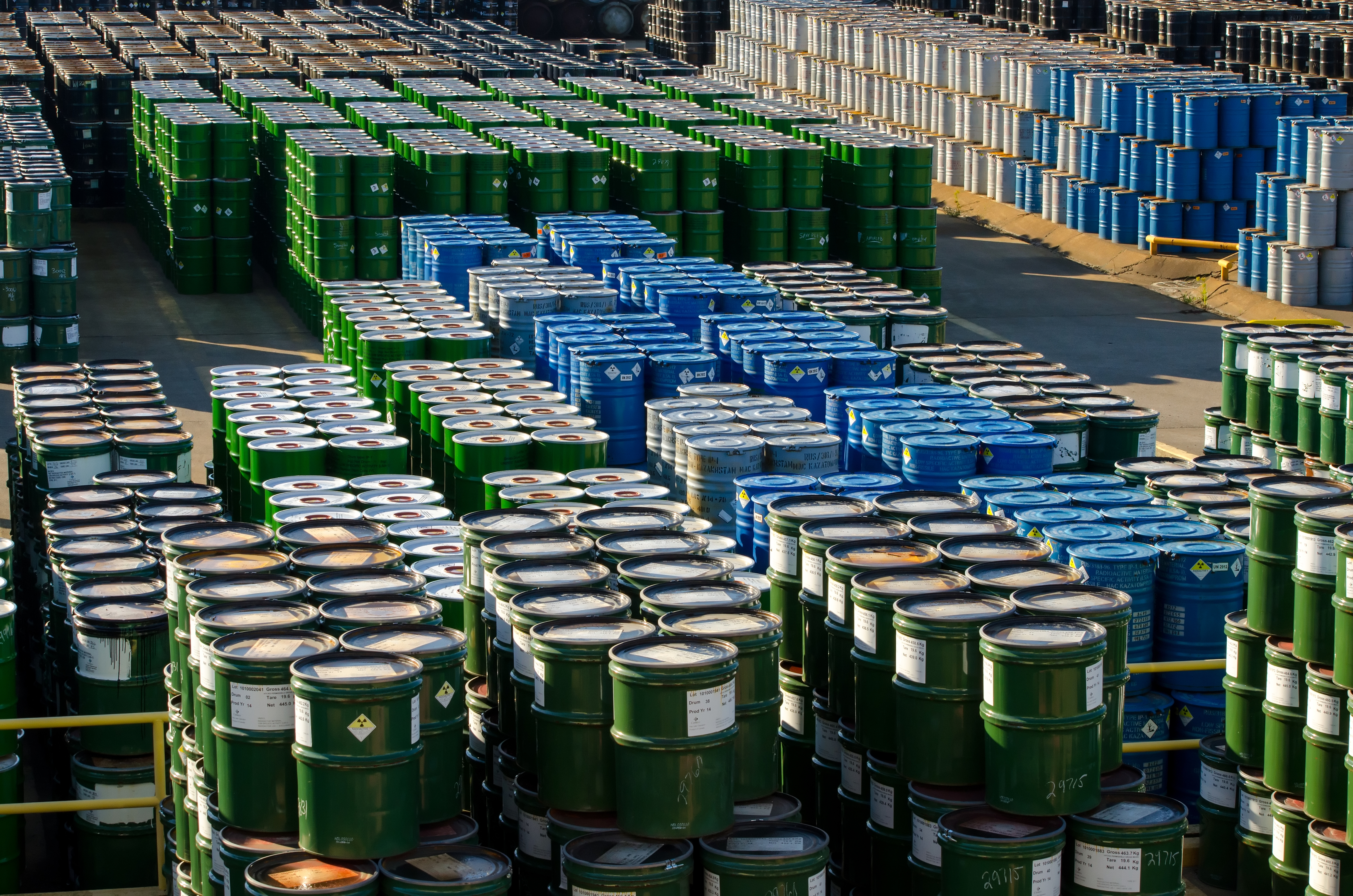

L'usine Honeywell de transformation de l'uranium est une raffinerie d'uranium située sur la rive nord de l'Ohio, à 3 km au nord-ouest de Metropolis, dans l'État de l'Illinois.
Construite en 1958, l'usine est la seule installation de conversion de l'uranium des États-Unis depuis la fermeture en 1992 de l'usine de conversion située à Gore dans l'Oklahoma.  L'usine reçoit de l'oxyde d'uranium U3O8 (yellow cake) provenant des mines d'uranium et produit de l'hexafluorure d'uranium, un gaz enrichi en uranium-235 à l'usine de Paducah.
La production nominale de l'usine atteint 15 000 tonnes d'uranium par an, soit environ 20 % de la capacité mondiale. Environ 80 % de la production de l'usine concerne la conversion de yellow cake en hexafluorure d'uranium.
Sur l'autre rive de l'Ohio, l'usine d'enrichissement de Paducah permet d'enrichir l'hexafluorure d'uranium pour fabriquer du combustible nucléaire et des armes atomiques.
Le 20 novembre 2017, l'usine a fermé, officiellement en raison d'une baisse de la demande sur le marché de l'uranium. Honeywell prévoit de remettre l'usine de Metropolis en service à son plein potentiel dès janvier 2023. Les travailleurs effectuent actuellement des réparations en prévision du redémarrage.

## Conflits sociaux

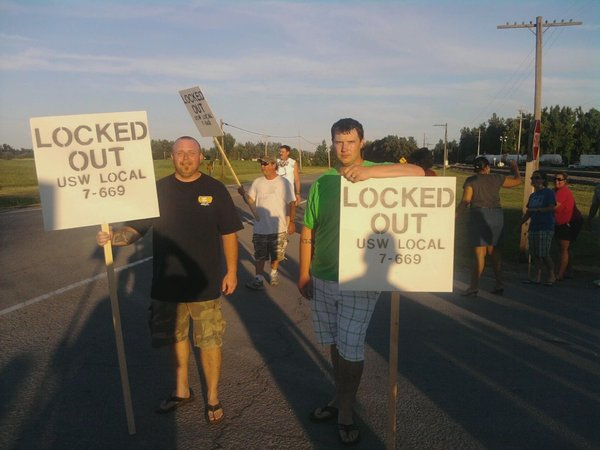
Piquet de grève devant l'usine Honeywell pendant le blocage de 2010-2011

Le 28 juin 2010, l'entrée dans l'entreprise est interdite pendant 2 mois par l'exploitant à 220 salariés syndiqués en raison de négociations sur la convention collective qui restent au point mort.  Le conflit a duré jusqu'au 1er août 2011, lorsque le syndicat a ratifié une nouvelle convention collective de trois ans.
Le 1er août 2014, les personnels syndiqués de l'usine Honeywell se retrouvent à nouveau temporairement interdits d'entrée dans l'usine après que la convention collective de 2011 ait expiré.

## Accidents
En décembre 2003, un rejet accidentel d'hexafluorure d'uranium a envoyé un panache de gaz dans l'air, et les maisons voisines ont été évacués. 
Le 26 octobre 2014, une fuite d'hexafluorure d'uranium  est survenue à l'usine Honeywell : 7 personnes situées sous le panache ont souffert de brûlures et 7 à 10 autres personnes sur le site ou à proximité ont également subi des blessures.
Le 20 septembre 2015, un camion semi-remorque contenant du yellow cake prend feu devant l'usine Honeywell. Des pompiers locaux sont intervenus pour éteindre l'incendie. L'agence de sûreté nucléaire américaine (Nuclear Regulatory Commission) est alertée.

## Galerie

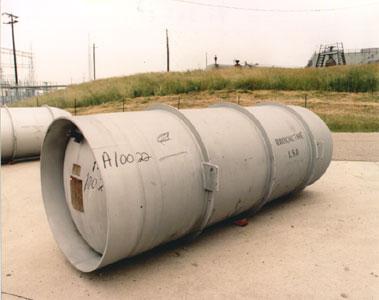
Cylindre de transport d'hexafluoride d'uranium
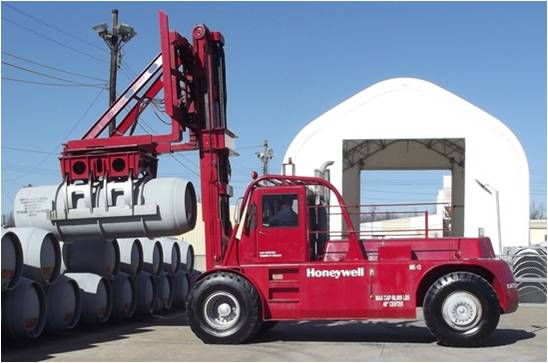
Transport d'un cylindre d'UF6 à Honeywell Metropolis Works
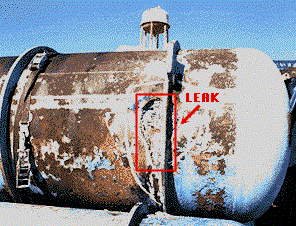
Fuite sur un conteneur d'hexafluorure d'uranium appauvri